# Natriumdodecylsulfaat
Natriumdodecylsulfaat is een anionische oppervlakte-actieve stof. De stof staat ook bekend onder de naam natriumlaurylsulfaat en de Engelstalige namen sodium lauryl sulfate (SLS) en sodium dodecyl sulfate (SDS).

## Synthese
Natriumdodecylsulfaat wordt bereid door laurinezuur (dat meestal uit kokos- of palmolie geïsoleerd wordt) te sulfoneren met zwavelzuur en vervolgens te neutraliseren met natriumcarbonaat.

## Eigenschappen
Natriumdodecylsulfaat is een sterk reinigende stof, zelfs in een sterke verdunning. Het vormt door de oppervlakte-actieve werking een stevig schuim. Oplossingen van natriumdodecylsulfaat zijn door toevoeging van enkele procenten keukenzout eenvoudig te verdikken.
De oppervlakte-actieve werking berust op het feit dat natriumdodecylsulfaat is opgebouwd uit een lipofiele koolstofketen en een polaire (hydrofiele) sulfaatgroep. Het is een olie/water-emulgator.

## Toepassingen
Natriumdodecylsulfaat wordt in Europa weinig in zuivere vorm gebruikt, het is voornamelijk een grondstof voor natriumlaurylethersulfaat. In zuivere vorm vindt het wel toepassing als reiniger en schuimvormer in tandpasta en sommige andere cosmetica en reinigingsmiddelen. In andere delen van de wereld (onder andere de Verenigde Staten) wordt het ook veel gebruikt in shampoo, douchegel en andere verwante producten. De INCI-naam is Sodium Lauryl Sulfate.
In het laboratorium wordt natriumdodecylsulfaat gebruikt voor het denatureren van eiwitten voor het scheiden op grootte bij gel-elektroforese, deze techniek wordt SDS-PAGE genoemd.

## Tandpasta
Natriumlaurylsulfaat is ook aanwezig in de meeste tandpasta's en zou tijdelijk de smaakreceptoren om de zoete smaak onderdrukken, waardoor bitter/zuur tijdelijk sterker kan overkomen (zoals bij het drinken van fruitsap na het poetsen van de tanden).
Een aantal studies wijzen erop dat natriumlaurylsulfaat aften kan veroorzaken. Echter, sommige studies vinden geen verband tussen SLS in tandpasta en aften.